# Królestwo Benin
Benin lub Edo – tradycyjne królestwo afrykańskie leżące na terenie stanu Edo w południowej części Nigerii, zamieszkane przez lud Edo. 

## Historia
Tradycje ludu Bini (Edo) umieszczają początki Beninu w odległej przeszłości. Wedle tradycji lud przybył z Egiptu, wybrał władcę Igodomigodo (Beninu) o imieniu Igodo z tytułem ogiso. Jego syn Ere miał założyć wiele osad i utworzyć stowarzyszenia rzemieślników, rzeźbiarzy w drewnie i kości słoniowej. Miał on wprowadzić wiele elementów do ceremoniału dworskiego, np. tron (ekete). Inne legendy mówią o związku władców z władcami Ife u Jorubów przez pochodzenie obu dynastii. 
Na podstawie tych legend początki tego państwa umieszcza się na około 900 rok i wiąże z wpływami państwa Ife. Trzydziesty pierwszy i zarazem ostatni władca z tej dynastii, zwany Owodo, był władcą słabym. Usunięto go z tronu z powodu licznych klęsk i walk wewnętrznych. Nastał czas bezkrólewia. Po dłuższym czasie dostojnicy poprosili władcę Ife Oduduwę z Jorubów o przysłanie swojego syna do Beninu. Ten wysłał syna Oranmijana, który z miejscową kobietą Erinmwinde miał syna Ewekę.
Eweka I był pierwszym władcą Beninu z nowej dynastii. Przyjął tytuł królewski oba, który obowiązuje do dziś. Jego panowanie tradycja ustna umieszcza na koniec XII lub początek XIII w. Utworzył on z siedmiu osób dziedziczną radę koronną (uzama nihinron) z przewodniczącym (oliha) na czele. Rada wybierała panującego spośród dwóch najstarszych synów oby. Stolicą państwa zostało miasto Benin (Ile Ibinu), założone przez władcę Ojo ok. 1170 roku.
Za panowania Ewuare Wielkiego (ok. 1440-1473) przeprowadzono wiele reform mających na celu wzmocnienie władzy centralnej. Do rady koronnej dołączono najstarszego syna władcy z tytułem edaiken. Utworzono radę państwową (eghaevbo nore). Około 1470 r. zmieniono nazwę państwa na Edo. Pod koniec jego panowania doszło do pierwszych kontaktów z Portugalczykami. 
Rozpoczęto politykę imperialną za panowania Ewuare Wielkiego. Prowadzono wiele wojen. Wyprawy kierowane były na wschód do Ibo, na południe oraz ku zachodowi przeciw Jorubom. Dążono do opanowania wybrzeża, by narzucić zwierzchnictwo nad lokalnymi wodzami celem przejęcia kontroli nad handlem z Europejczykami. Około połowy XVI w. Benin opanował wybrzeże, aż po Lagos. Na początku XVI w. ustalono granicę z państwem Ojo na terenie krainy Ekiti na północnym zachodzie. Ehengbuda (ok. 1578-1606) był ostatnim z wielkich władców-wojowników. Do państwa przyłączył wiele miejscowości. W czasie podróży do Lagos utonął jako 90-letni stary człowiek. Twórcy królów (uzama) zabronili nowym władcom dowodzić armią osobiście. Władca od tego czasu był marionetką w ich rękach. Uzama rządzili sami. Autorytet władcy szybko upadał. Serię królów-marionetek rozpoczął Ohuan (ok. 1606-1641). Mieli oni tylko funkcje ceremonialne i religijne. Najgorszy okres to rządy Ewuakpe (ok. 1700-1712). Przestano królowi przynosić żywność, a ludność była jemu niechętna. Aby zarobić na życie, musiał pracować przy drążeniu studni i budowie dróg. Łatał własny dach pałacu. Pod koniec jego życia doszło do kryzysu wśród uzama. Wykorzystał go, by wprowadzić prawo do tronu dla najstarszego syna władcy.
Benin wyszedł z okresu stagnacji za króla Akenzui I (ok. 1713-1735), najbogatszego króla w dziejach państwa. W 1726 r., dzięki zniesieniu zakazu wywozu niewolników-mężczyzn, kraj wzbogacił się. Wprowadzono nowe święta i ceremonie z rozdawaniem darów. W Beninie zapanował pokój. Za rządów Eresonyena (ok. 1735-1750) nadal trwała pomyślna sytuacja w kraju. Przeprowadził wyprawę na zbuntowane silne państwo Agbor, zakończoną sukcesem. Kolejni władcy kontynuowali politykę wojenną.
Rok 1897 jest przełomowy w dziejach Beninu. Doszło wtedy do konfliktu zbrojnego z Wielką Brytanią. Brytyjczycy traktowali Benin jako główną przeszkodę w rozszerzaniu ich władzy w stronę rolniczego wnętrza zachodniego afrykańskiego wybrzeża. Sprowokowali Benijczyków, by dostać powód do wojny. W styczniu 1897 kapitan James Robert Phillips i jego oddział otworzył przedstawicielstwo handlowe w Beninie, kiedy król Ovonramwen i jego lud celebrowali coroczny okres święta Igue. Goście z zewnątrz nie byli w tym czasie mile widziani. Zachęcali posłów, by odłożyli wizytę na dwa miesiące. Posłowie odmówili, co było powodem zajścia. Zostali oni zmasakrowani, kilkoro z nich uciekło. To zdarzenie otrzymało nazwę „masakra benińska”. 9 lutego 1897 r. brytyjskie siły, którym dowodził admirał Harry Rawson, rozpoczęły zwycięski atak na Benin. Walki trwały przez 8 dni. Król został zdetronizowany i skazany na wygnanie do Calabaru (południowo-wschodnia Nigeria), gdzie przebywał do śmierci. Brytyjczycy splądrowali jego pałac, zabrali tysiące dzieł sztuki i innych kosztowności, które dzisiaj ozdabiają wiodące muzea w Europie i Stanach Zjednoczonych. Stolica Benin została spalona do ostatniego domu. 
9 września 1897 roku dawne królestwo Beninu zostało zniesione i włączone do brytyjskiej kolonii Nigeria.

## Sztuka
Sztuka Beninu rozwijała się od XII w. Posiada charakter dworski. Za panowania Ewuare Wielkiego ustalono oficjalny styl rzeźby państwowej. Królestwo Beninu zasłynęło przede wszystkim z niezwykle pięknych brązów (w rzeczywistości zwykle są to wyroby z mosiądzu - mimo utartej w historii sztuki nazwy Brązy z Beninu) oraz rzeźb i masek z kości słoniowej. Brązy z Beninu, sporządzane metodą traconego wosku, są najbardziej cenionym osiągnięciem sztuki afrykańskiej z okresu przedkolonialnego. XVI wiek był okresem jego rozkwitu, dzięki dostawom miedzi od Portugalczyków. Brązy przedstawiają dostojników, insygnia władzy oraz władców. Rzeźby pełniły także funkcje religijne. Wyrażały kult władcy oraz przodków dynastii panującej. Wyroby z kości słoniowej zaczęły pojawiać się między XVI-XVIII wiekiem. Przedstawiają rzeźby portretowe, postacie ludzi i zwierząt, dekoracyjne reliefy, ozdobne naczynia, maski, sprzęty rytualne, itp. Posiadają wysoki poziom techniczny i artystyczny, dekorowane w konwencji stylizowanego naturalizmu.

## Gospodarka
Za panowania Ewuare Wielkiego wprowadzono monopol panującego na handel zewnętrzny. Benin powstał na ważnym szlaku handlowym w czterech kierunkach świata, po zachodniej stronie Nigru. Tereny były chronione przed okresowymi zalewami Oceanu lub rzeki. Miał dobre warunki rozwoju rolnictwa. Eksportował na północ do miast Hausa pieprz gwinejski, orzech kola, sól i tkaniny. Sprowadzał ołów, wyroby z bawełny i miedź, niezbędny do wyrobu brązów benińskich. Ze wschodu sprowadzał kamienie półszlachetne i niewolników (zwłaszcza Ibo). Na zachód wywoził wyroby rzemieślnicze z brązu, tkaniny oraz niewolników (na Złote Wybrzeże). XV-wieczny Benin prowadząc politykę podbojów, rozbudowy armii, porywaniu niewolników doprowadził do rozkwitu państwa oraz zamożności elity rządzącej. Dzięki kontaktom handlowym z Portugalczykami kupowano broń palną, wyroby rzemieślnicze w zamian za niewolników. Benin był dość silnym państwem, aby uchronić się przed byciem terenem polowań na ludzi. Od XVII w., wskutek politycznego osłabienia została zatrzymana ekspansja terytorialna. Ograniczyło to dochody z grabieży, z trybutów i darów od wasali. Benin został zepchnięty na obrzeża głównych szlaków handlowych. W 1726 r. dzięki zniesieniu zakazu wywozu niewolników-mężczyzn odzyskał znaczenie. Włączył się do aktywnego handlu niewolników wzorem sąsiadów. Szybko rósł import towarów z Europy. Państwo bogaciło się. Za panowania Eresonyena (ok. 1735-1750) wprowadzono system bankowy nazwany „domem pieniędzy” (owigho). Władca zmierzał do kontroli rynku pieniężnego i utrzymania korzystnej wartości wymiennej muszli kauri, lokalnego pieniądza.

## Królestwo w XX i XXI wieku
Dnia 24 lipca 1914 r. przywrócono monarchię. Królem został Eweka II, syn Ovonramwena. Odbudował pałac królewski, który został zniszczony przez armię brytyjską podczas wyprawy 1897 roku. Królestwo istnieje do dziś w ramach Nigerii. 
Kolejnym 38. królem był jego wnuk Erediauwa I, urodzony 23 czerwca 1923 roku (zm. 29 kwietnia 2016). Jego następcą został Ewuare II – syn (urodzony 20 października 1953). Ewuare II jest absolwentem studiów I stopnia z dziedziny ekonomii na Uniwersytecie Walijskim w Cardiff (Wielka Brytania) oraz magistrem administracji publicznej na Uniwersytecie Rutgersa w Nowym Brunszwiku (New Jersey, USA); pełnił funkcje ambasadora Nigerii w Angoli, Szwecji i we Włoszech. 

## Królowie Beninu
- Eweka I (ok. 1200-1235)
- Uwakhuahen (ok. 1235-1243) [syn]
- Ehenmihen (ok. 1243-1255) [brat]
- Ewedo (ok. 1255-1280) [syn]
- Oguola (ok. 1280-1295) [syn]
- Edoni (ok. 1295-1299) [syn]
- Udagbedo (ok. 1299-1334) [brat]
- Ohen (ok. 1334-1370) [brat]
- Egbeka (ok. 1370-1400)
- Orobiru (ok. 1400-1430)
- Uwaifiokun (uzurpator ok. 1430-1440)
- Ewuare Wielki (ok. 1440-1473)
- Ezoti (ok. 1473) [syn]
- Olua (ok. 1473-1480) [brat]
- Ozolua Zdobywca (ok. 1480-1504) [brat]
- Esigie (ok. 1504-1550) [syn]
- Orhogbua (ok. 1550-1578) [syn]
- Ehengbuda (ok. 1578-1606) [syn]
- Ohuan (ok. 1606-1641) [syn]
- Ahenzae (ok. 1641-1661)
- Akenzae (ok. 1661-1669)
- Akengboi (ok. 1669-1675)
- Akenkpaye (ok. 1675-1684; usunięty)
- Akengbodo (ok. 1684-1689)
- Oroghene (ok. 1689-1700)
- Ewuakpe (ok. 1700-1712)
- Ozuere (ok. 1712-1713) [syn]
- Akenzua I Nisonorho (ok. 1713-1735) [brat]
- Eresonyen (ok. 1735-1750) [syn Ozuere]
- Akengbuda (ok. 1750-1804) [brat]
- Obanosa (ok. 1804-1816) [syn]
- Ogbebo (ok. 1816) [syn]
- Osemwende (ok. 1816-1848) [brat]
- Adolo (ok. 1848-1888) [syn]
- Ovonramwen Nogbaisi (1888-1897; usunięty, zmarł 1914) [syn]
- interregnum 1897-1914
- Eweka II (1914-1932) [syn]
- Akenzua II (1932-1978) [syn]
- Erediauwa I (1978-2016) [syn]
- Ewuare II (od 2016)